# 신성한 균형
신성 기준 또는 신성 균형 또는 보편적 신성은 Banks and Sobel (1987) 이 제안한 신호 게임에서 완전 베이지안 균형을 개선한다. 가장 널리 적용되는 방법은 D1-기준이다.
이는 특정 발신자 유형에 대한 수신자의 믿음을 제한한다. 특히, 균형을 이탈한 메시지를 발송하여 균형 보상보다 향상된 결과를 낼 수 있는 발신자 유형에 대한 수신자의 믿음을 제한한다. 직관적 기준의 제한 사항에 추가하여, 신성 기준은 균형 이탈 메시지를 보낼 가능성이 가장 높은 유형만 고려한다.
두 명 이상의 발신자가 균형 이탈로 인한 이익을 얻을 수 있을 때, 직관적 기준은 모든 발신자에 대해 동일한 확률을 할당하는 반면 D1-기준은 서로 다른 확률을 고려한다.

## 예
다음 예는 Banks and Sobel (1987)의 사례를 수정한 것이다.
순차적 합의를 고려한다. 피고(발신자)의 유형은 t1 또는 t2이다. t1 은 부주의하지 않고, t2 는 부주의한다. 피고는 원고에게 높은 합의금 또는 낮은 합의금(메시지)을 제안할 수 있다. 원고(수신자)는 제안을 수락하거나 거부할 수 있다. 보상은 아래와 같다.
| 원고 피고 | 제안 수락 | 제안 거부 |
| --------- | --------- | --------- |
| t 1       | -3,3      | -6,0      |
| t 2       | -3,3      | -11,5     |

| 원고 피고 | 제안 수락 | 제안 거부 |
| --------- | --------- | --------- |
| t 1       | -5,5      | -6,0      |
| t 2       | -5,5      | -11,5     |

원고가 높은 합의를 수락할 때 더 큰 금액이 송금된다 (낮은 합의일 경우 3 대신 5). 원고가 제안을 거부하면, 부주의한 유형 t2는 법원으로부터 더 높은 처벌을 받는다(t1의 -6에 비해 -11). 하지만, 원고는 피고의 유형을 모르므로, 원고는 피고가 부주의하지 않을 때 제안을 수락하는 것이 유리하다.
사전 확률을 반반으로 가정하자. 즉, 합의 시도 전에 원고는 피고가 부주의할 확률이 50%라고 믿는다. 이 경우, 게임에는 두 가지 풀링 균형이 있다. 첫 번째 균형(E1)은 두 유형의 피고 모두 낮은 합의를 선택하고, 원고가 제안을 수락하는 것이다. 두 번째 균형(E2)은 두 유형의 피고 모두 높은 합의를 제안하고, 원고가 제안을 수락한다는 것이다. 그러나, 이러한 균형을 지지하려면, 원고가 다른 유형의 제안(일반적으로 균형 이탈 메시지라고 함)을 받았을 때 어떤 신념을 갖는지 지정해야 한다.
보수 행렬에서 우리는 E1에서 피고가 이미 가능한 가장 높은 보수(-3)를 얻음을 알 수 있다. 따라서 원고가 어떻게 생각하든, 피고는 이탈할 유인이 없다. 균형이 E2라면 이 추론은 사실이 아니다. 균형 개선 아이디어는 실제로 가장 "직관적인" 결과를 선택하기 위한 합리적 주장을 제공하는 것이다.
개선의 원리를 파악하려면, 먼저 어떤 종류의 신념이 E2를 지지하는지 확인해야 한다. 이 경우, 피고가 낮은 합의로 이탈할 유인을 갖지 않도록, 원고는 낮은 합의에 처할 때 "거부"로 응답해야 한다. 이는 원고가 "피고가 60%보다 큰 확률로 부주의하다(t2)"고 믿어야 함을 의미한다. (만약, 이것이 사실이라면, "수락"은 원고에게 3의 보상을 제공하고 "거부"는 원고에게 3=5*60%보다 약간 더 큰 보상을 제공한다.) 암묵적으로, 이 믿음은 유형 t2 가 t1 보다 더 높은 확률로 이탈한다고 말한다. D1 기준(또는 더 발전된 신성 버전)은 어떤 유형이 실제로 일탈할 가능성이 더 높은지 보여주기 위해 개발되었다.
낮은 합의의 보수 행렬을 다시 살펴보면, 원고가 "수락" 또는 "거부" 선택에 할당하는 확률과 무관하게, t1 의 보수가 t2 보다 큰다. 예를 들어, 원고가 "수락"과 "거부" 사이에서 동등하게 선택하는 전략을 수행하면, t1 은 -4.5를 얻고, t2 는 -7을 얻는다. 따라서, E2의 균형 보수가 -5라는 것을 고려할 때, t2가 이탈하려고 할 때마다 t1도 이탈할 것이라고 예측할 수 있다. 따라서, 합리적인 믿음은 피고가 t1이라는 것에 더 높은 확률을 할당해야 한다. D1 기준은 이러한 종류의 추론을 극단적으로 밀어붙여서, 원고로 하여금 (관찰되는 경우) 균형 이탈이 t1 에서 나와야 한다고 믿을 것을 요구한다. 결과적으로, E2는 개선과 모순되기 때문에 타당하지 않다.

## 같이 보기
- 베이즈 게임

## 참고자료
1. ↑  Banks, Jeffrey, and Joel Sobel, 1987, "Equilibrium selection in signaling games", Econometrica, 55(3), 647-661.
2. ↑  The Intuitive and Divinity Criterion: Interpretation and Step-by-Step Examples Felix Munoz-Garcia, Ana Espinola-Arredondo, Journal of Industrial Organization Education. Volume 5, Issue 1, Pages 1–20, ISSN (Online) 1935-5041, DOI: 10.2202/1935-5041.1024, March 2011